# Acanthomytilus sacchari
Acanthomytilus sacchari är en insektsart som först beskrevs av Hall 1923.  Acanthomytilus sacchari ingår i släktet Acanthomytilus och familjen pansarsköldlöss. Inga underarter finns listade i Catalogue of Life.